# Barbara Krause
Barbara Krause (Berlín Est, República Democràtica Alemanya, 7 de juliol de 1959) és una nedadora alemanya, ja retirada, que fou la primera dona a nedar els 100 m. lliures en 55 segons, i guanyadora de tres medalles d'or olímpiques.

## Carrera esportiva
Especialista en crol, no va poder participar en els Jocs Olímpics d'estiu de 1976 realitzats a Mont-real (Canadà) a conseqüència d'una malaltia. Va participar, als 21 anys, en els Jocs Olímpics d'Estiu de 1980 realitzats a Moscou (Unió Soviètica), on va guanyar la medalla d'or en la prova dels 100 m. lliures, 200 m. lliures i relleus 4x100 metres lliures. En aquestes proves establí sengles rècords del món en els 100 m. lliures i relleus 4x100 m. lliures amb un temps de 54.79 segons i 3:42.71 minuts i un nou rècord olímpic en els 200 m. lliures amb un temps d'1:58.33 minuts.
Al llarg de la seva carrera guanyà cinc medalles en el Campionat del Món de natació, entre les quals dues d'or, i quatre medalles al Campionat d'Europa de natació, entre les quals dues d'or. L'any 1978 fou nomenada nedadora europea de l'any.
Després de la caiguda del Mur de Berlín, es va conèixer el dopatge sistemàtic que s'havia practicat a la República Democràtica Alemanya, seguint intruccions oficials, i del qual havien estat víctimes molts esportistes, entre els quals Barbara Krause.

## Vida personal
Després de seguir estudis de fotografia, la seva carrera professional és la de fotògrafa. Es casà amb el també nedador Lutz Wanja, del qual adoptà el cognom. Viu a Magdeburg.